# Крушение «Невского экспресса» (2009)

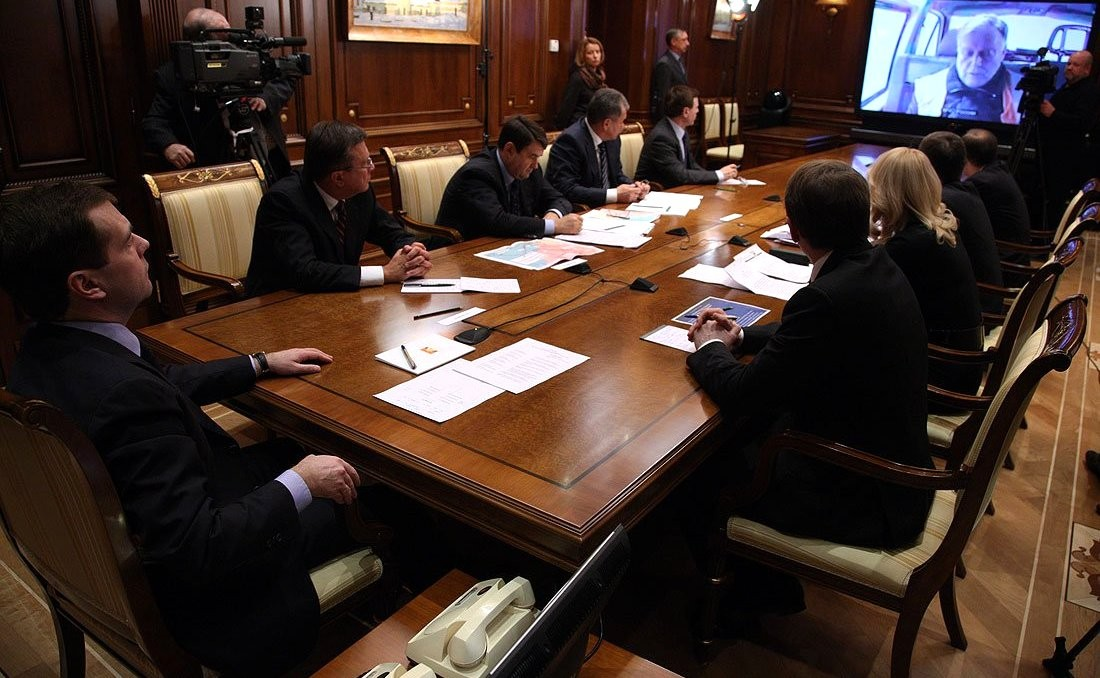
Совещание у президента РФ по вопросам локализации последствий крушения

Крушение поезда «Невский экспресс» в 2009 году — крушение скоростного фирменного поезда «Невский экспресс» № 166, следовавшего из Москвы в Санкт-Петербург, приведшее к гибели 28 и ранениям не менее 132 человек. Среди погибших — государственные чиновники высшего ранга, известные бизнесмены и две беременные женщины. Произошло 27 ноября 2009 года в 21 час 30 минут по московскому времени на 285-м км (перегон Угловка — Алёшинка, на границе Тверской и Новгородской областей) линии Санкт-Петербург — Москва, недалеко от деревни Лыкошино.
Крушение явилось результатом теракта. Лидер «Кавказского эмирата» Доку Умаров взял на себя ответственность за подрыв «Невского экспресса».

## Обстоятельства и версии крушения
По версии следствия, подрыв взрывного устройства произошёл под электровозом ЧС200-010. В результате был вырван кусок рельса длиной более 50 см. Вследствие высокой скорости состав миновал место разрыва, оставаясь на рельсах. Сход двух последних вагонов с рельсов произошёл через 260 метров в результате разрушения рельсового пути в месте схода. Хвостовой вагон находился в вертикальном положении правее железнодорожного пути на 10—15 метров. Второй от хвоста вагон остановился от места схода ещё через 130 метров, находясь на боку на рельсошпальной решётке. Внешне этот вагон пострадал больше всех. Третий от хвоста вагон сошёл с рельсов одной тележкой, но остался стоять на пути, от состава вагон не отцепился. Хвост состава остановился на расстоянии 750 метров от предпоследнего вагона.
На месте происшествия обнаружена воронка диаметром около метра. Возбуждено уголовное дело по статьям 205 («террористический акт») и 222 («незаконный оборот оружия, взрывчатых веществ и взрывных устройств»). Назначена взрывотехническая экспертиза.
По мнению следователей, сработало самодельное взрывное устройство, мощностью 7 кг тротилового эквивалента.
По данным газеты «КоммерсантЪ» на 2 декабря 2009, следствие разрабатывает версию о причастности к взрыву группы из четырёх уроженцев Кавказа, снимавших комнату в расположенном поблизости посёлке Лыкошино незадолго до происшествия.
Также существуют неофициальные версии, что сход поезда произошёл в результате температурного выброса пути, короткого замыкания, неисправностей локомотива или плохого состояния полотна.

### Данные судебно-медицинской экспертизы
3 декабря 2009 года были оглашены данные судебно-медицинской экспертизы.
Согласно данным, опубликованным в СМИ, в момент крушения скорость поезда составляла 190 километров в час. Большинство из погибших пассажиров находилось в последнем вагоне поезда (под № 1). Первые десять вагонов не пострадали. Вагоны № 2, 3 и 4 завалились набок, прислонившись к откосу. Вагон № 1 оторвался от состава, поднялся над рельсами, столкнулся с тремя бетонными опорами линии электропередачи и ударился в откос своей торцевой частью.
Именно этот удар, а не взрыв, по заключению судмедэкспертов, привёл к массовым жертвам среди пассажиров. По данным заместителя начальника Тверского областного бюро судебно-медицинской экспертизы по экспертной работе Александра Романова, причинами смерти пассажиров были механические травмы, полученные от ударного воздействия, сильного сдавливания тел между тупыми твёрдыми предметами, а также трения о них. Следов воздействия огня на исследованные трупы не обнаружено.

### Версия о ненадёжных креслах
По данным газеты «КоммерсантЪ», кресла российского производства из стального каркаса 40×60 мм в вагонах «Невского экспресса» незадолго до происшествия были заменены на лёгкие конструкции из алюминия и пластика производства ФРГ. Издание приводит слова очевидца, жителя посёлка Лыкошино, одним из первых прибывшего на место происшествия:
Войдя в вагон через двери заднего тамбура и посветив фонарями внутрь, мы сначала не поняли, куда вообще попали. Вагон, не считая трёх сдвоенных кресел у самой двери, был пустой, как комната перед ремонтом. Только приглядевшись, мы увидели, что вся его внутренняя начинка съехала в переднюю часть, образовав там плотноспрессованную кучу из кресел, багажа и человеческих тел. Эту массу мы и начали разгребать, вытаскивая из неё в первую очередь тех, кто ещё стонал.
4 декабря пресс-служба Тверского вагоностроительного завода заявила, что все кресла проходили необходимые испытания, на вагоны были получены сертификаты соответствия, а причиной разрушения кресел называют нагрузку, которая при аварии превысила в три раза допустимую, достигнув более 12 g.
Заместитель главного конструктора ТВЗ Олег Кравченко подтвердил, что в поезде были установлены кресла немецкой фирмы Grammer, изготовленные из алюминиевого сплава, однако, по его мнению, они не хуже отечественных, изготовленных на НПО в Долгопрудном, которые устанавливались ранее.
В тот же день Федеральная служба по надзору в сфере транспорта выдала ОАО «РЖД» предписание с требованием приостановить эксплуатацию всех вагонов серии 61-4192, которые использовались на «Невском экспрессе» с аналогичными креслами до выяснения причин аварии и проведения дополнительных испытаний. Из эксплуатации выводятся 2 поезда «Невский экспресс». «РЖД» объявило, что обжалует это решение в арбитражном суде.
10 декабря появилось заявление вице-президента фирмы Grammer Ральфа Хоппе, который сообщил, что по результатам внутренней проверки оказалось, что напрямую в Россию эта фирма свои кресла не поставляет и договоров о поставках ни с кем в России не имеет. Хоппе предположил, что кресла могли быть получены от каких-либо перекупщиков, однако при этом выразил сомнение в том, что на «Невском экспрессе» были установлены кресла именно его фирмы.

## Хронология развития событий после крушения

### 27 ноября
- 21:34. Электромеханик ОАО РЖД Сергей Васильев, дежуривший на тяговой подстанции, находившейся в 200 метрах от места происшествия, так описывает происходившее[16]:

Я слышал какой-то шум, но в силу своих обязанностей обратил внимание даже не на это, а на приборы — они отреагировали на обрыв проводов и падение напряжения. Стала срабатывать аппаратура, выбивать агрегаты. Я выбежал (….) Вижу: вагоны разлетелись. Один под откос упал. Метрах в пятистах ещё один. Из вагонов уже выбежали люди. Страшно было, темно, все кричат, плачут, никто не знает, что случилось и что делать. Раненые стонут, люди на глазах умирают. Ад был, не дай Бог никому такое пережить. А мне уже диспетчер звонит: «166−й не появился на Угловке, что у вас случилось?». Я и говорю: «Вызывай „скорых“ сколько сможешь и МЧС». — «Что, что у вас?» — «Поезд с рельс сошёл»
Там были крепкие парни. Я им сказал: вытаскивайте раненых. Открыл им подстанцию, чтоб не на дожде люди были. К приезду «скорых» у меня на подстанции был целый госпиталь — человек восемьдесят раненых. Кому успели, вкололи новокаин. Но он быстро кончился — у меня всего две пачки оказалось
Председатель Отдела по благотворительности Санкт-Петербургской епархии протоиерей Александр Степанов, ехавший в поезде, рассказывает:
(...) экспресс резко затормозил. Я сидел лицом по ходу поезда и чуть не вылетел из сиденья, но успел схватиться за подлокотники. Ну, остановились и остановились… Мы даже шутили, что лось на пути вышел. Первое впечатление, что ничего особенного, хотя вроде кто-то видел вспышку в окне. И только потом стало ясно, что вспышка была от того, что сошедшие с рельс вагоны срубили столбы и оборвали провода
Пассажир 8-го вагона студент из Санкт-Петербурга Дмитрий Косьянчик рассказывает:
(...) я услышал какой-то механический резкий звук из-под вагона и сначала не придал ему значения, однако через секунду поезд вдруг резко начал тормозить. Где-то минут 30 прошло без каких-либо изменений и новостей, только вот проводники стали суетиться и бегать в конец поезда. Начальник поезда сообщил, что, вероятно, поезд продолжит своё движение где-то через час, тут мы даже немного приободрились и стали названивать своим близким. Где-то в 22:00 проводники стали спрашивать, есть ли среди нас доктора
Пассажир Сергей Ларкин так вспоминает произошедшее:
Ни взрыва, ни хлопка не слышал. Вагон резко затрясло, как при турбулентности, и он стал заваливаться набок. Как раз на ту сторону, где я сидел. Меня крутило по всему вагону, я ничего не видел, в вагоне резко погас свет. Надо мной пролетел <коллега, с которым возвращался из командировки из Москвы> Игорь. Сверху стали падать чемоданы, мне придавило ноги. Сорвало полки, вырвало все кресла. Выбирался на ощупь. Нашли в итоге какую-то щель, в неё и протиснулись
- В 21:57, по данным МЧС РФ, на место были направлены первые спасательные и пожарные формирования.
- В 22:30 появилось первое сообщение о крушении поезда в средствах массовой информации[18]. В нём также говорилось, что возможно наличие пострадавших и даже жертв.
- В 23:31 появилось сообщение о том, что, по данным ОАО «РЖД», на месте аварии есть не только пострадавшие, но и жертвы[19].

Также одними из первых к месту крушения прибыли и оказывали посильную помощь пострадавшим проводники и пассажиры поезда встречного направления Санкт-Петербург — Самара, оказавшегося всего в 1,5 км от места аварии — ближе всех других поездов. Многие пассажиры «Невского экспресса» были отправлены в Санкт-Петербург именно этим поездом.

#### Прибытие первых медиков
По данным официального сайта правительства Тверской области, первые бригады скорой помощи выехали из Бологовского района уже через 8 минут. Всего было задействовано 34 машины из Тверской области, а также 16 машин из других областей. Эта информация противоречит заявлению помощника министра здравоохранения и социального развития РФ Софьи Малявиной, которая утверждает, что в Бологое нет своей подстанции скорой помощи и что первая «скорая» прибыла на место аварии спустя 40 минут из города Боровичи Новгородской области, а затем приехали бригады из Валдая, Твери, Удомли. При этом точное количество медицинских автомобилей Малявина назвать не смогла, уточнив лишь, что московских бригад было 17.
По другим данным, в Бологое при ЦРБ есть служба скорой помощи. Эту версию подтверждает журналист «Новой газеты», который готовил репортаж о работе этого медучреждения через два месяца после крушения поезда. Первые бригады уехали на место происшествия в 22:30. Обратно вернулись с самыми тяжёлыми пострадавшими в 01:30. Место крушения поезда — в 40 километрах от города Бологое. По его данным, эта больница рассчитана на 200 коек, но из-за ремонта реально вместимость больницы была примерно вдвое меньше; после сообщения о крушении большинство больных вынесли в коридоры, чтобы подготовить места для раненых; отделение скорой помощи и районная больница отправили к месту крушения шесть санитарных автомобилей. Журналист отмечает «беспросветную нищету», в которой живут местные врачи на зарплату в 4000—6000 рублей в месяц. По его словам, врачи ЦРБ из г. Бологое добрались до места первыми:
На допотопных машинах (у одной не открывается боковая дверь, у другой — заклинило обе задние, поэтому носилки с больными втаскивали через боковую). Собрав небогатый набор медикаментов. Ехали по дороге, которой нет. Последние два-три километра врачи и фельдшеры «скорой» пробирались пешком — по колено в грязи, под дождем, с тяжёлыми сумками
СМИ указывают на то, что до места происшествия автомобилям было необходимо преодолеть не менее 7 километров по грунтовой дороге, а также на то, что местные больницы не были оснащены необходимым оборудованием
По данным журнала «Русский репортёр», первые медики и спасатели появились на месте происшествия лишь через полтора часа.
Такую же информацию, ссылаясь на очевидцев, представляет агентство «РИА Новости» и журналист газеты «Метро». По его данным, первая скорая помощь прибыла «через полтора-два часа».
Однако по данным газеты «Труд», уже через полчаса после крушения на место прибыл автомобиль скорой помощи из лечебно-исправительной колонии для больных туберкулёзом, расположенной в посёлке Михайловское Бологовского района Тверской области. Эту же информацию подтверждает корреспондент издания «Газета.ру»: по её данным, на первых машинах скорой помощи приехали медики из исправительно-трудовой колонии строгого режима ЛИУ-3, в которой отбывают наказание осуждённые, больные туберкулезом.
По версии заместителя начальника ЛИУ-3 УФСИН Тверской области по лечебно-профилактической работе майора внутренней службы Алексея Волкова:
Около 22:20 начальник нашего учреждения передал информацию оперативному дежурному (...) об аварии поезда (.) и дал распоряжение об оперативном сборе сотрудников. Приоритет был отдан медработникам. Мы разделились на четыре группы, в каждой был врач или фельдшер и три-четыре медсестры. Получив в аптеке учреждения необходимые препараты и расходные материалы для оказания скорой помощи пострадавшим, мы на автобусе, в сопровождении пожарной машины (она же служила внедорожником, так как дождь размыл грунтовую дорогу) выехали к месту крушения поезда. Около 23:15 минут, преодолев марш-броском более 500 метров неподъездного пути к железнодорожному полотну, мы оказались у искорёженных вагонов
Первая бригада тюремных врачей скорой помощи приняла 30-летнего мужчину, который пытался выбраться из вагона самостоятельно, но его ногу зажало искорёженным металлом. На месте ему ампутировали ногу. Еженедельник «Аргументы и факты» приводит слова очевидца:
Они ему дали стакан спирта — как в войну, во фронтовых госпиталях, но парень всё равно орал так, что взрослым мужикам дурно становилось
«Российская газета», ссылаясь на очевидцев, также рассказывает об ампутации правой ноги пассажиру на месте происшествия.
По данным журналиста «АиФ», мужчина скончался по дороге в больницу от сильного кровотечения.

### 28 ноября
- В 1:00 в Центральную районную больницу г. Бологое начали привозить первых пострадавших. Двое из них умерли по дороге[30], начальник ГУ МЧС по Санкт-Петербургу Леонид Беляев подтверждает эту информацию[31].
- В 1:45 на базе Национального Центра управления в кризисных ситуациях МЧС России приступил к работе федеральный оперативный штаб.
- В 3:00 на место происшествия прибыла группа психологов МЧС РФ.
- В 3:20 на Московский вокзал Санкт-Петербурга прибыл скоростной поезд «Сапсан», который доставил пострадавших[32].
- В 13:15 движение на аварийном участке было восстановлено — через него прошёл один электропоезд, однако затем оно снова было закрыто по требованию правоохранительных органов.
- В 16:00 движение было открыто по одному из путей.

#### Использование авиации
Информация об использовании спасательных вертолётов и самолётов противоречива. Заместитель начальника управления информации МЧС России Елена Чернова уточняет: «Вертолёты ночью не летают». Данные сходятся на том, что первый вертолёт прибыл на место происшествия лишь на следующее утро.
- В 3:50 на аэродром Хотилово, по данным газеты «Труд» и сайта МЧС РФ, (в 45 километрах от места происшествия) приземлился первый самолёт Ил-76 с реанимационными автомобилями на борту[24].

Однако по данным заместителя начальника управления информации МЧС России Елены Черновой, первый самолёт вылетел из Москвы лишь в 8:45 утра. По её же данным, для ликвидации последствий катастрофы МЧС задействовало два самолёта Ил-76 (один с аэромобильным госпиталем, другой — с медицинскими модулями), вертолёт БО-105, три вертолёта Ми-8 и три БК-117.
- В 7:56 агентство РИА Новости, ссылаясь на сотрудника оперативного штаба на Ленинградском вокзале, сообщает, что на месте происшествия, якобы, уже находятся 2 вертолёта Ми-8 и Бк-117 общей вместимостью до 20 человек[33]. В 9:09 телеканал «Вести» сообщает о том, что к месту происшествия направились 5 вертолётов[34].

Однако по данным сайта МЧС России, вертолёты вылетели из подмосковного Раменского лишь в 9:34. По наблюдениям корреспондента «Радио Свобода» Валерия Балаяна, первый вертолёт появился не ранее 10:30 утра. Рассвет полностью наступил примерно в 9:15 утра.
- В 12:26 мск с авиабазы Хотилово вылетел и в 13:20 мск в аэропорту Пулково Санкт-Петербурга приземлился самолёт Ил-76 МЧС России.
- В 14:20 вертолёт МИ-8 вылетел с места происшествия с 2 пострадавшими на борту и приземлился на площадке на МКАД.
- В 16:00 вертолёт Бк-117 доставил пострадавшую Веронику Одинцову из Валдая в НИИ Скорой помощи им. Склифосовского в Москве.
- В 22:50 самолёт МЧС России ИЛ-76 доставил с авиабазы Хотилово в Санкт-Петербург 4 пострадавших. Всего, по данным МЧС, с помощью воздушного транспорта была организована доставка 20 пострадавших.

#### Второй взрыв
28 ноября глава ОАО «РЖД» Владимир Якунин на заседании правительственной комиссии по ликвидации последствий ЧП на железной дороге сообщил о том, что в этот день на месте крушения поезда было обнаружено второе взрывное устройство, в 14:00 сработавшее не в полную силу. В непосредственной близости от второго взрыва находился председатель Следственного комитета при прокуратуре Александр Бастрыкин, руководитель Главного управления криминалистики Следственного комитета, руководитель Московского межрегионального следственного управления на транспорте и другие сотрудники Следственного комитета. По сообщению пресс-службы ведомства, только по счастливой случайности никто из находившихся в этот момент поблизости не пострадал.
По данным газеты «Коммерсантъ», ссылающейся на очевидцев, с Бастрыкина, одетого в камуфляж, взрывной волной сорвало кепи, а сопровождавших его лиц посекло гравием. Безоболочный заряд был заложен у столба линии электропередачи в нескольких метрах от железнодорожного полотна. По данным информационных агентств, Бастрыкин получил черепно-мозговую травму и сотрясение мозга. Глава управления физической защиты Следственного комитета Михаил Максименко (позже — начальник управления межведомственного взаимодействия и собственной безопасности, фигурант дела о «крышевании» преступного авторитета Шакро Молодого) взрывом был контужен.
По появившимся в печати сведениям, второй заряд сработал от сигнала, поступившего с сотового телефона террориста, находившегося поблизости. Однако, по свидетельствам многих очевидцев, сотовая связь на месте происшествия была отключена.
По одной из версий следствия, целью второго взрыва могли быть высокопоставленные работники правоохранительных органов или чиновники, которые по сложившейся практике посещают места крупных терактов, что, собственно, и произошло.

## Последствия

### Погибшие и пострадавшие
Во время крушения в «Невском экспрессе» находилось 682 человека, в том числе 653 пассажира и 29 членов локомотивной и поездной бригад (по другим данным — 661 и 21). 28 ноября в результате катастрофы были госпитализированы 96 человек, двое из которых скончались 29 ноября и 12 декабря. Непосредственно при катастрофе и в первые часы после неё, до прибытия в больницу, скончалось 25 человек. Таким образом, общее количество погибших составило 27 человек. В крушении погибли бывший сенатор от Петербурга Сергей Тарасов и глава Росрезерва Борис Евстратиков.
В период спасательных работ сведения о жертвах и пострадавших были противоречивы. Изначально говорилось о 16 пропавших без вести, но 14 из них оказались те люди, которые смогли самостоятельно уйти с места аварии и не сообщили о своей судьбе в штаб по ликвидации аварии. До вечера 1 декабря двое пассажиров считались пропавшими без вести, однако один из них, житель Санкт-Петербурга, как выяснилось, погиб. Другая женщина, ранее также считавшаяся пропавшей без вести, оказалась живой и здоровой.
Пострадавшие при крушении направлены на машинах скорой помощи в районные больницы населённых пунктов Бологое, ЗАТО «Озёрный» (пос. Выползово, Тверская область), Валдай и Боровичи. Часть пострадавших уехала в Санкт-Петербург на поезде «Сапсан». Затем наиболее тяжёлых больных в течение дня эвакуировали санитарной авиацией в больницы Москвы и Санкт-Петербурга.
Среди пострадавших — жительница Санкт-Петербурга 35-летняя Наталья Новикова, которая также была среди пострадавших на аналогичной аварии с «Невским экспрессом» в 2007 году. С тяжёлыми переломами она была доставлена в реанимационное отделение в Боровичах, затем была переправлена родственниками в больницу в Санкт-Петербург.
Среди раненых — один гражданин Украины.[значимость факта?]
СМИ сообщают[когда?], что среди раненых — глава управы московского района «Кузьминки» Виктор Родионов и его жена, а также высокопоставленный сотрудник ФСБ России. Двое скончавшихся по дороге, мужчина и женщина, были привезены в морг города Бологое. Мужчина был опознан как Олег Лазаренко. В дальнейшем все тела погибших были привезены в морг в Твери, где 29 ноября прошло опознание родственниками. Похороны некоторых из них прошли 1 декабря.
15 января 2010 года в больнице в Москве умерла ещё одна из пострадавших, таким образом, число погибших составило 28 человек.

### Компенсации
На встрече с председателем правительства Владимиром Путиным его заместитель Виктор Зубков сообщил, что семьям погибших будет выделено из федерального бюджета по 300 000 рублей, тяжело раненым — по 100 000 рублей, легко раненым — по 50 000 рублей. Такую же сумму пострадавшие получат из региональных бюджетов. ОАО РЖД планирует дополнительно выплатить семьям погибших по 500 000 рублей, тяжело раненым — по 200 000 рублей. Помимо выплат из бюджетов разного уровня и от ОАО РЖД потерпевшие получили выплаты от страховой компании ЖАСО. На момент аварии закон об обязательном страховании ответственности перевозчика ещё не действовал, но работало обязательное страхование пассажиров от несчастного случая, поэтому пострадавшим или их родным было выплачено до 12 000 рублей страховых выплат. Кроме того, в той же компании на сумму 70 млн.руб. было застраховано пострадавшее при взрыве имущество ОАО РЖД. Считается, что крушение «Невского экспресса», наряду с другими крупными авариями на транспорте, ускорило принятие закона об обязательном страховании ответственности перевозчиков.

### Для железнодорожного транспорта
Вследствие крушения движение поездов по линии Санкт-Петербург — Москва было прервано, поезда направлялись в обход.
Из-за крушения в пути были задержаны 60 поездов, в которых находились более 27 тысяч пассажиров. Поезда во время перерыва в движении направлялись по обходным маршрутам через Валдай и Дно. Среднее время опоздания поездов со стороны Санкт-Петербурга к 15:00 28 ноября составляло 12 часов.
В 19:00 28 ноября было открыто движение по первому пути, к исходу суток планировалось открыть движение и по второму пути, однако полностью движение было восстановлено только 29 ноября в 7:10.
Для ликвидации последствий крушения были привлечены 4 восстановительных поезда из Бологое, Малой Вишеры и Вышнего Волочка, а также другие силы и средства ОАО «РЖД».
Повреждены до степени исключения из инвентаря как минимум два пассажирских вагона. При крушении повреждены несколько сот метров рельсо-шпальной решётки, снесены опоры контактной сети, оборвана контактная сеть.
Для ОАО «РЖД» материальный ущерб от подрыва поезда составил 180 миллионов рублей.

### Награды
Президент России Дмитрий Медведев своим Указом наградил орденом Мужества Александра Антонова — машиниста электровоза локомотивного депо Санкт-Петербург-Пассажирский-Московский Октябрьской железной дороги — филиала ОАО «Российские железные дороги», который вечером 27 ноября управлял поездом «Невский экспресс». Как сообщает пресс-служба главы государства, машинист награждён за самоотверженность и высокий профессионализм, проявленные в экстремальных условиях.
Глава ОАО «Российские железные дороги» Владимир Якунин вручил знак «Почётный железнодорожник» Голубевой Елене Михайловне, которая предоставила свой дом, расположенный неподалёку от места крушения, для временного размещения пострадавших и оказывала им первую помощь.
Указом Президента РФ от 5 апреля 2010 года № 422 за мужество и высокий профессионализм, проявленные в экстремальных условиях при спасении пассажиров скоростного поезда «Невский Экспресс», награждены:
- Орденом Мужества:
  - Гаджиев Мохубат Вакил оглы — проводник пассажирского вагона
  - Иванов Алексей Александрович — проводник пассажирского вагона
  - Матюшина Светлана Леонидовна — проводник пассажирского вагона
  - Семенова Юлия Сергеевна — проводник пассажирского вагона
- Медалью ордена «За заслуги перед Отечеством» II степени:
  - Агеев Андрей Александрович — помощник машиниста электровоза
  - Васильев Сергей Дмитриевич — электромеханик тяговой подстанции
  - Макарихин Анатолий Валерьевич — проводник пассажирского вагона
  - Пузанков Александр Анатольевич — начальника отдела организации ремонта вагонов.

## Ответственность за теракт
29 ноября появилась информация о том, что ответственность за теракт берет на себя националистическая группировка Combat 18. На следующий день Движение против нелегальной иммиграции (ДПНИ), со ссылкой на блог которого распространилась вышеизложенная информация, заявило, что никакая националистическая группировка, в том числе виртуальная, не брала на себя ответственность за данный теракт на настоящий момент и никакие бывшие члены ДПНИ не распространяли никаких подобных заявлений. Одновременно ДПНИ возложило ответственность за теракт на исламских радикалов.
2 декабря сайт «Кавказ-Центр» опубликовал заявление «Штаба вооружённых сил имарата Кавказ» о том, что ответственность за террористический акт берут на себя «кавказские моджахеды», а сама диверсия совершена по приказанию Доку Умарова. Эта информация без указания конкретного источника была передана российскими СМИ.

## Факты
- За 40 минут до крушения «Невского экспресса» по маршруту проследовал скоростной поезд «Сапсан» сообщением Москва — Санкт-Петербург, который не пострадал. Поезд перевозил высокопоставленных лиц РЖД, и свой первый коммерческий рейс должен был совершить только через 20 дней[63].
- За неделю до крушения этот поезд вёз делегатов съезда партии «Единая Россия», включая руководство Государственной думы. Первый заместитель секретаря президиума генсовета этой партии Андрей Исаев не исключил, что террористы могли перепутать дату[64].
- 2 декабря 2009 (спустя 5 дней после катастрофы) «Единая Россия» провела митинг «Россия против террора». По законодательству заявку на митинг надо подавать от 10 до 15 дней до мероприятия и нельзя ни переносить дату, ни изменять тему. Управление по координации деятельности по обеспечению безопасности г. Москвы официально сообщило, что заявление на проведение данного митинга ЕР подала 20 ноября 2009 (за неделю до катастрофы)[65].

## Несоответствия в информации СМИ
Утром 28 ноября по телеканалу «Вести-24» периодически транслировалась аудиозапись переговоров машиниста поезда и диспетчера. Согласно этим переговорам, после крушения голова поезда находилась на 179 км пикет 1, был повреждён электровоз, габарита по соседнему пути не было. Однако эта аудиозапись относится к аварии «Невского экспресса» 2007 года, так как именно тогда крушение произошло на 179 км.
В репортаже, подготовленном радиостанцией «Свобода», ставится под сомнение достоверность некоторых кадров видеосъемки с места происшествия, показанной телевидением. В нём приводятся слова руководителя Российского профессионального союза локомотивных бригад железнодорожников (РПЛБЖ) Евгения Куликова, заявившего, что: «Некоторые видеокадры с места взрыва якобы 2009 года тоже оказались старыми». «Свобода» также сообщает, что телеканал «Russia Today» продемонстрировал зрителям съёмку с места трагедии «Невского экспресса» вечером 27 ноября. Съёмка отличается от картинки, показанной телеканалом НТВ утром 28 ноября. На утренней съёмке НТВ видно воронку, отсутствуют шпалы и кусок повреждённого рельса. На видео RT видно, что рельс разошёлся, но воронки, по крайней мере объёмной, нет. На месте и фрагмент рельса, исчезнувший на утренних кадрах.

## Раскрытие преступления
Следствие вначале разрабатывало версию об участии в подготовке теракта подозреваемого за взрыв того же «Невского экспресса» в 2007 году бывшего курсанта Краснодарского Высшего военного командного инженерного училища, этнического русского, принявшего ваххабизм, Павла Косолапова, находящегося в федеральном розыске (подозревается в подрыве «Невского экспресса» в 2007 году, терактах в Московском метрополитене на станциях Лубянка и Парк Культуры).
Но затем 6 марта 2010 г. глава ФСБ России А. Бортников доложил Президенту РФ Д. Медведеву о том, что в Ингушетии были убиты Саид Бурятский (А. Тихомиров) и четверо братьев Картоевых, а также арестованы ещё 10 человек, которые и подготовили теракт. Бортников сказал, что «были проведены генетические экспертизы бандитов на причастность к подрыву поезда „Невский экспресс“, совершенному в ноябре прошлого года. Эти все материалы дают основание считать, что именно они принимали участие в этом преступлении». По его словам, на месте проведения спецоперации обнаружены вещественные доказательства, которые имеют непосредственное отношение к подрыву поезда. Кроме того, были найдены компоненты взрывных устройств, «идентичные тем, которые применялись при подрыве поезда „Невский экспресс“ в 2007 году».
Как сообщил ЦОС ФСБ, «в одном из домовладений (в с. Экажево) обнаружена подпольная мастерская, использовавшаяся бандитами для изготовления самодельных взрывных устройств». «В ходе её осмотра найдены вещественные доказательства, свидетельствующие о причастности бандгруппы Т. Картоева к подрыву „Невского экспресса“ в 2009 году, а также технические средства, идентичные изъятым с места аналогичного теракта в Тверской области в 2007 году». Кроме того, в ходе обысков в домовладениях Картоевых был обнаружен пистолет-пулемёт «Кедр», маркировка которого (А 1713) идентична маркировке обнаруженного на месте теракта снаряженного патронами магазина от пистолета-пулемёта «Кедр».
29 марта 2010 г. Президент РФ Д. Медведев подтвердил то, что организаторы подрыва поезда «Невский экспресс» уничтожены.
К уголовной ответственности привлечены 10 человек: Аушев З. Я., Картоев М. М., Картоев Б. У., Картоев Т. У. (по статьям 205 (терроризм), 105 (убийство), ст. 30 ч. 3 (покушение на убийство), 209 (бандитизм), 208 ч. 2 (участие в незаконном вооружённом формировании), 222 (незаконное хранение оружия), 223 (незаконное хранение взрывчатых веществ) УК РФ), Картоев Б. Д., Картоев И. А., Картоев И. Д., Картоев М. М., Картоев Т. У. и Картоев Т. М. (по статьям 209 (бандитизм), 208 ч. 2 (участие в незаконном вооружённом формировании) и 222 (незаконное хранение оружия) УК РФ) и уголовное дело 27 июля 2011 г. направлено в Тверской областной суд для рассмотрения по существу.
Кроме того, следствием установлена причастность к подрыву поезда ещё семи лиц: Александра Тихомирова, известного под кличкой Саид Бурятский, Багаутдина Далгиева, Османа Ужахова и четырёх братьев Картоевых. В ходе проведения спецоперации со 2 по 5 марта 2010 года в селе Экажево Назрановского района Республики Ингушетия они оказали вооружённое сопротивление и были уничтожены.

## Суд
29 августа 2011 года в Тверском областном суде прошли предварительные слушания, а 12 сентября 2011 года началось рассмотрение по существу уголовного дела о подрыве поезда «Невский экспресс» в 2009 г.
22 мая 2012 года приговором Тверского областного суда Зелимхан Аушев, Беслан У. Картоев, Татархан Картоев, Мурад Картоев признаны виновными в совершении преступлений, предусмотренных ч. 2 ст. 208 УК РФ (организация незаконного вооружённого формирования и участие в нём), п. «б» ч. 3 ст. 205 УК РФ (террористический акт), ч. 3 ст. 222 УК РФ (незаконный оборот оружия), ч. 3 ст. 223 УК РФ (незаконное изготовление оружия) и осуждены к пожизненному лишению свободы в колонии особого режима. Беслан Д. Картоев, Идрис Картоев, Ильяс Картоев, Магомед Картоев, Тархан Картоев и Тимур Картоев осуждены за участие в вооружённом формировании, не предусмотренном федеральным законом (ч. 2 ст. 208 УК РФ), и незаконное приобретение, передачу, хранение, перевозку, ношение огнестрельного оружия, взрывчатых веществ (ч. 3 ст. 222 УК РФ) и им назначены наказания в виде лишения свободы на срок от 7 до 8 лет в колонии строгого режима.
24 февраля 2013 года Верховный суд России оставил приговор в силе, изменив шести приговорённым к лишению свободы на срок от 7 до 8 лет режим отбывания наказания со строгого на общий.
29 июня 2013 года один из осуждённых по делу — Тархан Картоев скончался от сердечной недостаточности в тюремной больнице ИК-2 ГУФСИН России по Свердловской области.